# カリフォルニア (装甲巡洋艦)
|          |                                                                                                   |
| 艦歴     |                                                                                                   |
| 発注     |                                                                                                   |
| 起工     | 1902年5月7日                                                                                      |
| 進水     | 1904年4月28日                                                                                     |
| 就役     | 1907年8月1日                                                                                      |
| 退役     |                                                                                                   |
| その後   | 1918年に戦没                                                                                      |
| 除籍     |                                                                                                   |
| 性能諸元 |                                                                                                   |
| 排水量   | 13,680 トン                                                                                       |
| 全長     | 504 ft (154 m)                                                                                    |
| 全幅     | 69 ft 6 in (21.2 m)                                                                               |
| 吃水     | 26 ft 1 in (8 m)                                                                                  |
| 機関     | 23,000 shp、2軸推進                                                                               |
| 最大速   | 22ノット (41 km/h)                                                                                |
| 乗員     | 士官、兵員830名                                                                                   |
| 兵装     | 8インチ砲4門、6インチ砲14門、 3インチ砲18門、3ポンド砲12門、 1ポンド砲2門、 18インチ魚雷発射管2門 |

カリフォルニア (USS California, ACR-6) は、アメリカ海軍の装甲巡洋艦。ペンシルベニア級装甲巡洋艦の一隻。艦名はカリフォルニア州に因む。その名を持つ艦としては2隻目。

## 艦歴
カリフォルニアは1902年5月7日にカリフォルニア州サンフランシスコのユニオン鉄工所で起工する。1904年4月28日にフローレンス・パーディー（カリフォルニア州知事ジョージ・C・パーディーの娘）によって命名、進水し、1907年8月1日に艦長V・L・コットマン大佐の指揮下就役した。
太平洋艦隊第2分艦隊に合流したカリフォルニアは、1908年5月にサンフランシスコで海軍長官による観閲式に参加した。西海岸沿いに作戦活動に従事し、1909年の秋にハワイおよびサモアへの巡航を行い、1911年12月まで訓練および演習に参加し、その即応能力を高める。1911年12月にホノルルに向けて出航し、翌12年3月にはアジアステーションでの任務に向かう。極東でのアメリカ合衆国の威容を誇示する任務の後、1912年8月に帰国したカリフォルニアはニカラグアのコリントへ派遣され、同地での政治的混乱に巻き込まれる。カリフォルニアはアメリカ人の生命と権益を保護し、その後西海岸沿いの作戦活動を再開、カリフォルニア州沖合を巡航し、政治的に不安定なメキシコへの監視を行った。
カリフォルニアは1914年9月1日にサンディエゴ (USS San Diego) と改名され、太平洋艦隊司令官の旗艦となる。ボイラーの爆発事故のため、1915年の夏はメア・アイランド海軍造船所で修理が行われた。作業完了後旗艦任務に復帰し、1917年2月12日に予備役となる。アメリカ合衆国が第一次世界大戦に参戦すると、サンディエゴは4月7日に再就役し、太平洋艦隊偵察部隊の司令官旗艦となる。7月18日に大西洋艦隊への配属が命じられ、8月4日にハンプトン・ローズに到着、第2巡洋艦隊に合流し、その後大西洋艦隊巡洋艦部隊司令官旗艦となり同任務に9月19日まで従事した。
サンディエゴの主な任務はヨーロッパに向かう船団の護衛であった。ニューヨークのトンプキンズヴィルおよびノバスコシア州ハリファックスを拠点として、サンディエゴは天候や敵潜水艦を警戒して北大西洋での船団の安全な航行に貢献した。1918年7月19日、ニューハンプシャー州ポーツマスを出航しニューヨークに向かう途中、ファイアーアイランド南東10マイルの海域で爆発し沈没した。サンディエゴは爆発から28分で沈没し、6名が死亡した。サンディエゴは第一次世界大戦で失われた唯一のアメリカ海軍の主力艦であった。艦長のハーレイ・H・クリスティは艦の沈没から生還した。
海軍は当初サンディエゴはドイツの潜水艦 U-156 によって撃沈されたと発表した。後の歴史家達はUボートの敷設した機雷に接触して沈んだものと考えたが、U-156 は機雷を搭載していなかった。また、爆発によって生じた穴は艦尾部分、機雷が接触しそうもない場所に生じていた。
サンディエゴ沈没の別の可能性としては、艦の石炭庫が自然発火により爆発したことや、ドイツの工作員による破壊活動が考えられる。ロシアの秘密文書によると、スパイが爆弾を仕掛けたという説も考えられた。
艦の残骸は現在33mの海底に沈む。最も高い部分は水面からちょうど20mの位置にあり、アメリカ合衆国において最も人気のあるダイビングスポットの1つである。残骸の沈む地点はロブスターやいろいろな種類の魚が数多く生息し、「ロブスター・ホテル」の愛称で呼ばれる。残骸はまた国立登録史跡に指定されている。